# Šetření energií
Šetření energií se vztahuje ke snaze snížit spotřebu energie. Toho lze dosáhnout zvýšením efektivního využívání energie, ve spojení se sníženou spotřebou energie nebo snížením spotřeby z konvenčních zdrojů energie.
Šetření energií tak vede ve svém důsledku ke zvýšení finančního kapitálu, kvality životního prostředí a k udržení trvalých hodnot. Jednotlivci a organizace, kteří se rozhodnou šetřit energii, tak podporují své ekonomické jistoty a průmysloví uživatelé následkem účinnějšího využívání energie mohou maximalizovat zisk.

## Metodologie šetření energie

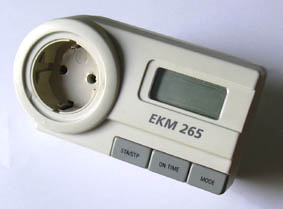
Příklad zařízení na měření spotřebované energie s čítačem nákladů.

U šetření energie se rozeznávají následující přístupy:
- Snižování energetické náročnosti v podobě zbavení se určitých výhod. Jedná se především o malé ústupky odpovídající velkým energetickým úsporám. (Příklad:snížení vytápění nevyužité místnosti)
- Zvýšit účinnost využití použité energie. Prostřednictvím zvýšené efektivity tak může být významně snížena spotřeba. (příklad: tepelná izolace, úsporná žárovka).
  - Pro zlepšení efektivity přejít na dosud nevyužité energetické technologie (např. rekuperace tepla nebo další využití odpadního tepla, kondenzační kotle)
  - Inteligentní kontrola provozních parametrů zařízení a dalších systémů významně přispívá k úsporám energie. Například sledování účinnosti spalovacích motorů z mnoha různých provozních hledisek. Technická opatření pro zlepšení účinnosti ve spalovacích motorech začala již před mnoha lety s jednoduchou úpravu zapalování. Dnes snižování spotřeby ovládají vysokorychlostní mikroprocesory pomocí měření několika parametrů, které spojují různé součásti motorů.
- Využívání obnovitelných zdrojů energie není úspora energie v pravém slova smyslu. Většinou se tímto termínem myslí náhrada fosilních paliv jinými druhy energie. Příklady využití alternativních energií jsou: solární a větrné elektrárny, zdroje zpracovávající biomasu na elektrickou nebo tepelnou energii, užití denního světla ve světlovodech namísto elektrického osvětlení, svalová síla místo motoru, geotermální energie namísto uhlí. Vyšší efektivity může být dosaženo využitím tepelného čerpadla nebo zemního plynu na topení místo elektrického přímotopu.[1]

S tímto rozčleněním je tak možné sledovat jednotlivé reálné možnosti, které se dají aplikovat v každodenním životě.

## Návrh domu

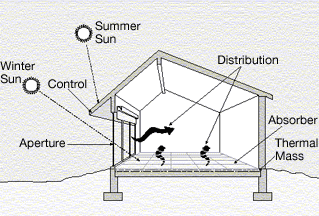
Jednotlivé prvky zohledňované při návrhu pasivního domu

V oblasti stavitelství se snahy o snížení spotřeby spojili při návrhu nízkoenergetických nebo pasivních domů. V těchto domech jsou okna, stěny, a podlahy vytvořeny tak, aby v zimě zadržovaly energii ve formě tepla a v létě, aby venkovní teplo do domu neprostupovalo. Ve vybavení domu jsou využity úsporné spotřebiče a často je dán i určitý režim využívání energie v domě (například praní když jsou osvětleny solární panely vyrábějící elektřinu apod.).
Při návrhu je důležité vzít v úvahu místní klima, směrování oken a střechy, typ izolace, využití rekuperace vzduchu, užití solárních elektrických nebo termálních panelů (někdy i geotermální energie), světlovodů pro denní osvětlení, úsporných svítidel, moderních kotlů pro vytápění, volba stavebních materiálů a zamezení vzniku tepelných můstků. Tento přístup je možné v současnosti vidět u některých novostaveb.

## Automobilový průmysl
Pro motorová vozidla, zejména u osobních automobilů existují různé motivace k úsporám energie:
- Nižší provozní náklady.
- Menší nádrž umožňuje více prostoru v interiéru a kufru.
- Úsporné vozidlo má zpravidla vyšší dojezdnost.
- Nižší hmotnost znamená se stejným motorem zvýšení výkonnosti vozu.

V posledních letech dochází u spalovacích motorů ke zlepšení efektivnosti. Výrobci samozřejmě nemohou hmotnost vozidla příliš měnit s ohledem na bezpečnost a testy EURO NCAP, ale i tak dochází k výrazným změnám koncepcí. V současnosti také Evropská unie stanovila postupné snižování skleníkových plynů, což vede i k snižování spotřeby. Jedná se o snížení CO2 z 160 g na kilometr na 120 gramů CO2 na kilometr (viz ECCP, Evropský program pro změnu klimatu ) (120 g / km odpovídá cca 5 litrů benzínu na 100 km, nebo 4,5 l nafty na 100 km).

### Dopravní úspory
V současnosti má téměř každý druhý člověk v České republice auto. Tento fakt a skutečnost, že ceny pohonných hmot se neustále zvyšují, nutí spoustu lidí přemýšlet nad úsporami.
- Způsobem jak šetřit je také zamyslet se nad alternativami, jako je veřejná doprava, cyklistika nebo chůze, která navíc pomáhá našemu zdraví.
- Je možné sdílet vozidla s několika lidmi tak, aby byla auta plná.
- Při samotné jízdě šetří palivo vyrovnaná jízda bez přílišné akcelerace a následného brzdění. Dobrý řidič je schopen předvídat.
- Tlak v pneumatikách by neměl klesnout pod hranici doporučenou výrobcem.
- Pokud je nutné zastavit déle než na minutu, vyplatí se vypnout motor.[5]

## Šetření energie v domácnosti

Energetický štítek Evropské unie pro pračku

V současnosti lze najít v klasické domácnosti spoustu oblastí, kde je možné nalézt potenciál k šetření a k následnému snížení výdajů. Prostřednictvím vhodných informací a promyšlených investic tak lze dosáhnout viditelné úspory energie.
- Energeticky úsporná zařízení často ušetří více než 50 procent energie (ve srovnání s průměrným starým nebo levným zařízením).
- Zařízení, která jsou jen v pohotovostním režimu (a to nejen zařízení spotřební elektroniky) mohou při promyšleném úplném vypínáním ušetřit někdy až 1 500 Kč za rok.
- Při nošení vhodného, teplejšího oblečení můžeme snížit teplotu na topení a tím snížit náklady na vytápění.
- Rozumně používat teplou vodu. Při zahřání vody na 30 stupňů je potřeba polovina energie oproti ohřevu na 50 stupňů.[6][7]

Klasickou domácnost lze takto detailněji rozdělit na několik dílčích kategorií v kterých lze použitím vhodné strategie uspořit nemalé množství energie.

### Topení
Na vytápění budov je v našich podmínkách vynakládána nejvýznamnější část energie. Modernizací staveb se tyto náklady na spotřebu snižují. K snížení nákladů nejvíce přispívá vhodně zvolená izolace, využití solární energie a účinnější systémy vytápění (např. tepelná čerpadla). Dochází tak k úsporám až 90 procent oproti původním hodnotám. Již několik let je možné dokonce žádat o různé pobídky od státu na zateplení domu, plastová okna apod. (zelená úsporám). Nejzákladnějším však zůstává vhodný výběr systému vytápění, promyšlená regulace teploty a efektivní větrání.

### Teplá voda
Druhý ve spotřebě energie v domě je ohřívání vody. Energetické úspory vznikají především díky snížení spotřeby vody, ale také prostřednictvím účinnějšího využití. Největší spotřeba teplé vody v domě připadá na osobní péči (koupání, sprchování). Sprcha vyžaduje v závislosti na délce zhruba 40 až 75 litrů teplé vody, vana v průměru 160 l. Při volbě vhodné sprchové hlavice je možné zvýšit výstupní rychlost proudu vody, což vede k pocitu více vody, přičemž lze takto uspořit až 50 % vody. Záleží ale především na osobním přístupu.
Vhodným nastavením termostatického směšovače lze také výrazně ušetřit na ohřevu. Zde by ale neměla být snížena pod 60 °C z důvodu zamezení šíření bakterie Legionelly, která může přivodit zápal plic a podobné plicní problémy.

### Osvětlení

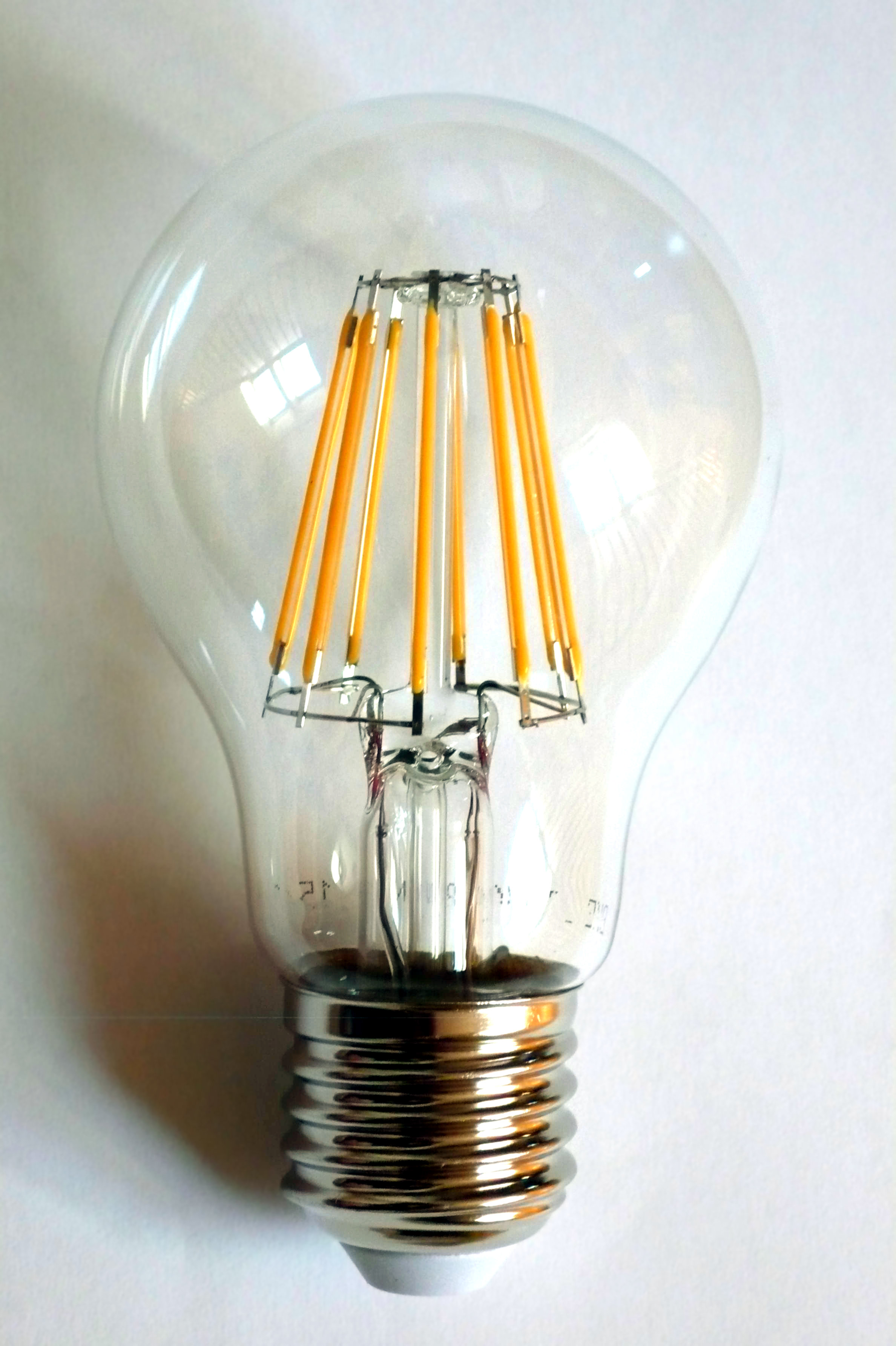
LED žárovka s příkonem 8 W a světelným tokem 830 lm

Při správném plánování staveb lze uspořit spoustu energie na osvětlení využitím denního světla. Při použití led žárovek se  dosáhne vcelku významných úspor elektřiny na svícení, má přibližně desetkrát větší účinnost než "klasická" žárovka a cenou se žárovce skoro vyrovnala.

### Chlazení
Důležitý je především rozdíl vnější a vnitřní teploty chladicího zařízení. Z toho důvodu je nutné umisťovat ledničky nebo mrazničky do nejdále od zdrojů tepla jako je vařič, topení nebo přímého slunce. Pokud se chladicí zařízení nachází místnosti o teplotě 20 °C, je poté každé navýšení okolní teploty o jeden stupeň vykoupeno zvýšením spotřeby energie o 6 %. Dále snížení vnitřní teploty chladicího zařízení zvýší spotřebu o 15 %. Spotřebu lze snížit také umístěním chladicího zařízení mimo vlhká místa.

## Nařízení EU
Z důvodu globálních obav z oteplování se členské státy Evropské unie zavázaly, že sníží do roku 2020 spotřebu z klasických energetických zdrojů o 20 %. V roce 2011 přesto stále přetrvává mnoho překážek k dosažení zmíněných hodnot. Evropský parlament přijal tuto směrnici, která bude vyžadovat, aby členské země splnily tři cíle do roku 2020: snížení emisí oxidu uhličitého (CO2) o 20 %, zvýšení energetické účinnosti o 20 % a konečně je stanoveno, že 20 % energie v Evropské unii musí být z obnovitelných zdrojů.